# Radio Italia
Radio Italia es una estación de radio de música italiana con sede en Cologno Monzese, Italia, totalmente dedicada a la música italiana.

## Historia
Fue fundada en 1982 por el músico y compositor italiano Mario Volanti. En 1990 fue la emisora de radio comercial más escuchada en Italia.
En 1996 amplía su cobertura utilizando el satélite  En 1997 lanza su sitio web y desde el 12 de noviembre de 2002 comienza a hacer streaming con Windows Media. Además de FM en Italia, Albania, Francia, Suiza, TDT y DAB (Italia y Ticino ), radio por cable (solo en Suiza) y en Hotbird 8 , también está disponible en SKY Italia y Dish Network
En los 90 nace una segunda emisora con el nombre de Radio Italia Anni 60, que se transmite en sindicación en suelo italiano y transmite música de los 60, 70 y 80. Uno de los programas de la radio fue Rit Parade, conducido el fin de semana por Stefano Cilio, presentando una selección de las canciones italianas más populares.

## Televisión
El grupo Radio Italia, además de Radio Italia, incluye los dos canales de televisión Radio Italia TV y Radio Italia Trend TV.
Radio Italia TV nació el 15 de abril de 2004, dirigida a un público joven, y fue visible en el claro en el analógico terrestre en sindicación, en digital terrestre (solo durante el primer año de transmisión) y vía satélite (en el canal Sky 858). El canal se cerró en 2009, para volver al aire nuevamente el 4 de marzo de 2011, esta vez en abierto en digital terrestre. Desde el 1 de enero de 2013 ha enriquecido su agenda incorporando los contenidos de Video Italia.
En el pasado, Video Italia también estuvo presente . La emisora nació en septiembre de 1998, solo era accesible vía satélite y tenía una programación que consistía en eventos musicales, conciertos organizados en las distintas regiones de Italia y una rotación de videos musicales. Dejó de emitir definitivamente el 31 de diciembre de 2012 y sus contenidos fueron absorbidos por Radio Italia TV.